# Беле Воде (Шоштањ)
Беле Воде (словен. Bele Vode) су насељено место у општини Шоштањ, Савињска регија, Словенија.

## Историја
До територијалне реорганизације у Словенији биле су у саставу старе општине Велење.

## Становништво
У попису становништва из 2011. године, Беле Воде су имале 278 становника.
| Број становника према пописима | Број становника према пописима | Број становника према пописима |
| ------------------------------ | ------------------------------ | ------------------------------ |
| 1991                           | 2002                           | 2011                           |
| 236                            | 240                            | 278                            |